# BECK (영화)
《BECK》(일본어: ベック 벡[*])는 2010년의 일본 영화이다.

## 개요
원작의 BECK 1권부터 10권까지의 내용을 바탕으로 실사 영화화되었다. 감독은 《20세기 소년》과 《TRICK》의 츠츠미 유키히코. 주연은 미즈시마 히로, 사토 타케루와 키리타니 켄타 등 당시 영화나 드라마에서 높은 주목을 받고 있는 배우가 기용되었다.
극중 '그레이트 풀 사운드' 야외 라이브 장면은 후지 록 페스티벌의 무대 감독과 조명·음향을 지원받아, 기술 직원의 협력하에 2009년 실제 공연의 종료 다음날에 나에바 스키장(니가타현)에서 촬영되었다. 또한 츠츠미 유키히코 감독은 "악기의 묘사는 물론 등장 인물들이 입은 옷이나 신발도 직접 제작하여, 원작에 충실하게 재현했다"라고 밝혔다.
2010년 8월 28일에는 일본에서의 특별 선행 상영 및 무대 인사에서는 쇼치쿠 배급 영화 사상 최초로 마루노우치 피카데리 1,2,3의 3관을 모두 동시 독점하였다. 영화는 전국(일본내) 316개 스크린에서 개봉되어, 2010년 9월 4일, 5일 첫날 2일간으로 흥행 수입 3억 1,357만 4750엔, 관객수는 23만 151명으로, 영화 관객 동원 랭킹에 첫 등장 1위를 차지했다.
쇼치쿠 배급 작품의 1위는 2009년 3월의 《얏타맨》이래. 또한 피아 첫날 만족도 랭킹에서도 제2위를 차지하는 등 높은 평가를 받는 한편, 영화 평론가, 뮤지션, 영화 잡지 등 에서는 연이은 혹평을 받았다. TBS 라디오 "라임 스타 우타마루 주말에는 셔플" 시네마 사기꾼 2010년 전체 영화 랭킹에서는 대상 56작품 중 최악 6위. 영화잡지 <영화비보>가 선정하는 'HIHO 하쿠사이(배추)상' 최악 7위에 선정되었다.

## 출연진
- 미즈시마 히로
- 사토 타케루
- 키리타니 켄타
- 나카무라 아오이
- 무카이 오사무
- 쿠츠나 사오리
- 마스다 유지
- 미카이 켄세이
- 브렛 펨버턴
- 컨닝 타케야마
- 마츠시타 유키
- 쿠라우치 사리
- 사쿠라다 도리
- 나카무라 시도
- 카와노 나오키
- 타카하시 츠토무
- 다케나카 나오토(특별 출연)

## 스탭
- 원작 - 해럴드 사쿠이시 "BECK"
- 감독 - 츠츠미 유키히코
- 제작 총지휘 - 사코모토 준이치, 미야자키 히로시
- 프로듀서 - 아키모토 카즈타카, 오쿠다 세이지, 카메이 타케루
- 제작 프로듀서 - 사와 다케시, 세노 쇼타
- 각본 - 오오이시 테츠야
- 조감독 - 시라이시 타츠야
- 음악 - GRAND FUNK ink.
- 촬영 - 카라사와 사토루
- 미술 - 소마 나오키
- 조명 - 기무라 마사히로
- 녹음 - 토키타 미츠오
- 편집 - 이토 노부유키
- 스타일리스트 - 우츠노미야 이쿠코
- 헤어 메이크 - 이케다 마키
- 스크립터 - 오쿠다이라 아야코
- 편집 - 이토 노부유키
- 의상 - 요코야마 나미
- 스페셜 지원 - 후지 락 페스티벌
- 프로덕션 - 몬스터 ☆ 울트라
- 배급 - 쇼치쿠
- 제작 - "BECK" 제작위원회 (쇼치쿠, NTV, 삿포로 테레비, 미야기 테레비, 시즈오카 테레비, 주교(나고야) 테레비, 히로시마 테레비, 후쿠오카 방송, 위성 극장, 요미우리 방송, DN 드림 파트너즈, 소니 뮤직 엔터테인먼트, 코단샤)

### 주제가
- 오프닝 테마 - 레드 핫 칠리 페퍼스 "Around the World"
- 엔딩 테마 - 오아시스 "Don't Look Back in Anger"
- 삽입곡 - BECK "EVOLUTION" / 원곡-Rage Against the Machine "Guerrilla Radio"
- 삽입곡 - BECK "MOON BEAMS" / 원곡-SPANK PAGE "BOY"